# Terri Dunning
Terri Dunning (11 de marzo de 1985) es una deportista británica que compitió en natación. Ganó una medalla de oro en el Campeonato Europeo de Natación de 2006, en la prueba de 4 × 100 m estilos.

## Palmarés internacional
| Campeonato Europeo | Campeonato Europeo | Campeonato Europeo | Campeonato Europeo |
| Año                | Lugar              | Medalla            | Prueba             |
| ------------------ | ------------------ | ------------------ | ------------------ |
| 2006               | Budapest (Hungría) | Medalla de oro     | 4 × 100 m estilos  |